# Cuspidella humilis
Cuspidella humilis is een hydroïdpoliep uit de familie Campanulinidae. De poliep komt uit het geslacht Cuspidella. Cuspidella humilis werd in 1862 voor het eerst wetenschappelijk beschreven door Alder. 